# Mongolská Wikipedie
Mongolská Wikipedie (Монгол Википедиа) je mongolskojazyčná část Wikipedie, mezinárodní internetové encyklopedie s otevřeným obsahem, na jejíž tvorbě spolupracují dobrovolní přispěvatelé z celého světa. Celý projekt včetně české části provozuje nadace Wikimedia Foundation založená podle zákonů státu Florida (USA). Na tvorbě mongolské Wikipedie se významně podílí lidé žijící mimo Mongolskou republiku a ovládající mongolštinu. Mongolská verze je podle počtu článků 116. v pořadí z více než 300 existujících jazykových verzí.

## Historie
Wikipedie vznikla 15. ledna 2001. Mongolská verze byla spuštěna 28. února 2004. V té době však Wikipedie používaly software UseMod a při přechodu na nový systém MediaWiki nebyly původní tři krátké články (HomePage, Veda, Kultura), které pravděpodobně existovaly, převedeny. První dochovanou editací na mongolské Wikipedii je zřejmě založení Hlavní strany jejím zkopírováním ze staršího systému UseMod dne 12. března 2004. Prvním správcem byl Bambuush.

## Rozsah projektu

### Počet a objem článků
V roce 2004, zatímco Wikipedie dosáhla milionu článků (ve všech jazykových verzích dohromady), mongolská Wikipedie překonala hranici 10 článků. 25. května 2005 obsahovala 200 článků, 18. listopadu 2006 279 článků. 19. června 2008 se krátce před půlnocí mongolská Wikipedie přehoupla přes hranici 5 000 článků, 17. února 2010 kolem poledne pak přes 6 000 článků a 6. července 2011 přesáhla 7 000 článků. V lednu 2022 měla mongolská Wikipedie přes 20 900 článků.
| Datum      | Počet článků |
| ---------- | ------------ |
| 28.01.2004 | 0            |
| 17.10.2011 | 6 900        |
| 1.01.2012  | 7 593        |
| 15.09.2012 | 8 016        |

### Počet správců a editorů
V lednu 2022 měla mongolská Wikipedie 5 správců. Správci jsou dobrovolní editoři s nadstandardními redakčními oprávněními, kteří však ve vztahu k tvorbě obsahu jsou rovni ostatním uživatelům a editorům. Registrováno bylo přes 74 000 editorů. Počet tzv. aktivních editorů, tedy těch, kteří v průběhu měsíce provedou více než pět editací, se v lednu pohyboval kolem 110.
Počet editací mongolské Wikipedie podle země původu (stav 4. září 2006): Mongolsko: 95 %.